# Tokugawa Yoshinao
Tokugawa Yoshinao est un nom japonais traditionnel ; le nom de famille (ou le nom d'école), Tokugawa, précède donc le prénom (ou le nom d'artiste).
Tokugawa Yoshinao (徳川 義直) (2 janvier 1601-5 juin 1650) est un daimyo du début de l'époque d'Edo de l'histoire du Japon.

## Biographie
Neuvième fils de Tokugawa Ieyasu, son nom d'enfance est « Gorōtamaru ». Encore enfant, il est nommé premier daimyo du domaine de Kōfu dans la province de Kai et plus tard de celui de Kiyosu dans la province d'Owari. En 1610, il est nommé daimyo du domaine d'Owari (moderne Nagoya), une des régions les plus importantes du pays, ce qui fait de lui le fondateur de la maison Owari-Tokugawa. Titulaire du 2e rang de cour (ju-ni-i), il porte le titre de dainagon (conseiller principal).
L'épouse principale de Yoshinao est la princesse Haru, fille d'Asano Yoshinaga de la province de Kii (dont la famille est plus tard transférée à Hiroshima) et parmi ses concubines figurent Osai et Ojō no Kata. Il a deux enfants : Mitsutomo, qui lui succède en tant que daimyo d'Owari, et Itoko, qui épouse Hirohata Tadayuki, un noble de cour (kuge).
Yoshinao commence à apprendre le Shinkage-ryū (en) auprès de Yagyū Hyōgonosuke à l'âge de 16 ans et accède au titre de 4e sōke à 21 ans.

## Source de la traduction
- (en) Cet article est partiellement ou en totalité issu de l’article de Wikipédia en anglais intitulé « Tokugawa Yoshinao » (voir la liste des auteurs).